# Грбови рејона Архангељске области
Грбови рејона Архангељске области обухвата галерију грбова административних јединица руске области Архангељске области, са статусом градских округа и рејона, те њихове историјске грбове (уколико их има).
Већина грбова настала је након успостављања Руске Федерације и Архангељске области, као њеног саставног субјекта.

## Грбови рејона и округа

### Континентални рејони
- 1 — Грб рејона 
 Оњешки
- 2 — Грб рејона 
 Приморски
- 3 — Грб рејона 
 Мезенски
- 4 — Грб рејона 
 Љешуконски
- 5 — Грб рејона 
 Пињешки
- 6 — Грб рејона 
 Холмогорски
- 7 — Грб рејона 
 Пљешецки
- 8 — Грб рејона 
 Виноградовски
- 9 — Грб рејона 
 Верхњетојемски
- 10 — Грб рејона 
 Каргопољски
- 11 — Грб рејона 
 Њандомски
- 12 — Грб рејона 
 Шенкурски
- 13 — Грб рејона 
 Коношски
- 14 — Грб рејона 
 Велски
- 15 — Грб рејона 
 Устјански
- 16 — Грб рејона 
 Красноборски
- 17 — Грб рејона 
 Ленски
- 18 — Грб рејона 
 Котлашки
- 19 — Грб рејона 
 Виљегодски

### Прекоморске територије
- Грб 
 Острва Викторије
- Грб 
 Земље Фрање Јосифа
- Грб 
 Нове Земље
- Грб 
 Словјетских острва

### Окрузи
- Грб 
 Архангељска
- Грб 
 Котласа
- Грб 
 Мирнија
- Грб 
 Новодвинска
- Грб 
 Оњеге
- Грб 
 Северодвинска